# Stadhuis van Gennep

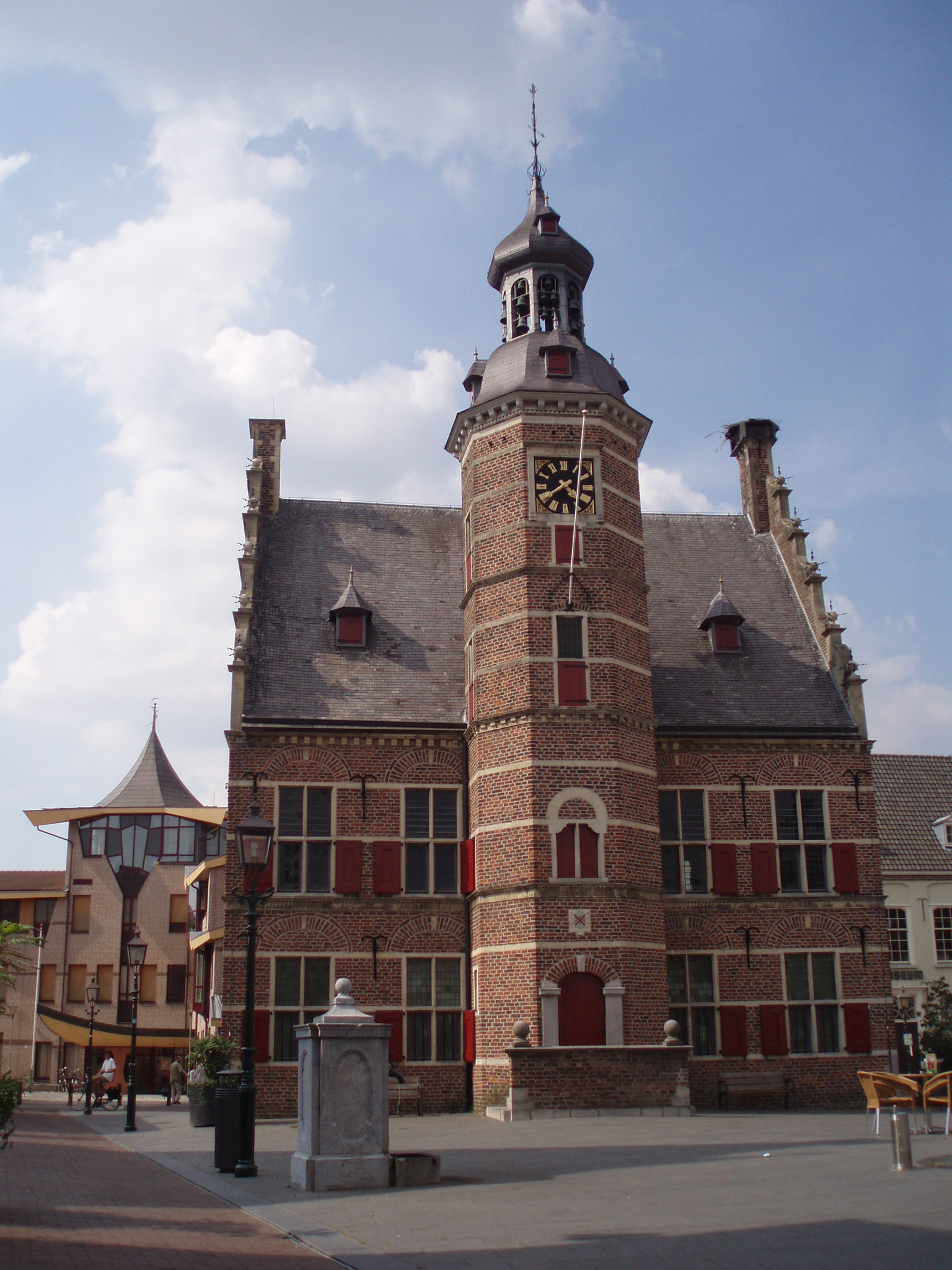
Het stadhuis met op de achtergrond het gemeentekantoor

Het Stadhuis van Gennep ligt aan de Markt in Gennep en werd tussen 1612 en 1620 gebouwd onder leiding van Willem van Bommel uit Emmerik. Het gebouw is gebouwd in de Neder-Rijnse renaissancestijl met een monumentale achtkantige traptoren. Het is niet meer in gebruik als gemeentehuis. Het stadhuis vormt samen met het Petershuis, het gemeentekantoor, de oude kerktoren van de Sint-Martinuskerk en de Nederlands-hervormde kerk aan de Markt een belangrijk deel van het aangezicht van Gennep.
Na de grote stadsbrand van 1597 werd besloten om het raadhuis te herbouwen op de huidige plaats. Vanwege de onderhoudskosten werd een zo groot mogelijk deel van het stadhuis gebruikt voor allerlei andere zaken. Zo zijn in het pand gehuisvest geweest: een schoollokaal, de woning van de schoolmeester, een veldhospitaal, een noodkerk, een postkantoor, een gevangenis en een brandweerkazerne. Daarnaast werden de zolder en kelders verhuurd als opslagruimte en een deel van de eerste verdieping werd gebruikt als kantongerecht.
Op 24 juni 1839 werd er om 14.00 uur de proclamatie van koning Willem I voorgelezen, waarmee Gennep na circa 9 jaar bij België gehoord te hebben, weer officieel Nederlands was geworden. De Kleefse adelaar stond echter nog wel als windvaan op de toren van het stadhuis; deze viel pas in 1891 met een windstorm naar beneden.
Rond 1880 bepleisterde men de gehele buitenkant met portlandcement, waarbij de suggestie werd gewekt dat het stadhuis uit grote blokken was opgebouwd. Zo’n 20 jaar later, in 1902, was de laag al verwijderd en had men de bestaande trappen uitgebreid met het bordes, zoals deze nog steeds te zien is.
Tijdens de gevechten aan het einde van de Tweede Wereldoorlog raakte bij de verovering van Gennep het stadhuis zwaar beschadigd. Ingenieur Deur, tevens belast met de restauratie van het stadhuis van Nijmegen, nam de leiding over de herstelwerkzaamheden van het gebouw. In 1950 werd deze voltooid en werd een carillon van de firma Petit & Fritsen uit Aarle-Rixtel, bestaande uit 25 klokjes, in de toren aangebracht.
In de jaren 1982-1984 vond de verbouwing tot VVV-kantoor op de begane grond en representatieruimte van de gemeente op de bovenverdieping plaats. Deze ruimte wordt o.a. gebruikt voor het sluiten van huwelijken.
Tijdens carnaval gebruikt men het stadhuis en de Markt veelvuldig. Zo vindt er op vrijdag voor carnaval de sleuteloverdracht plaats. Alle dorpsprinsen van de gemeente Gennep ontvangen dan van de burgemeester de sleutel, waarmee wordt aangegeven dat zij het de komende dagen voor 't zeggen hebben. Zaterdags voor carnaval vindt de Mèrtzitting plaats, zondags trekt de carnavalsoptocht langs het stadhuis, waar de wagen van Prins Carnaval staat opgesteld. Lokale omroep nima maakt tijdens deze dagen gebruik van de zolder van het stadhuis door deze in te richten als tijdelijke tv-studio om live verslag te kunnen doen van de evenementen. Dinsdags wordt op het bordes de jeugdboerenbruiloft voltrokken en diezelfde avond nemen de Prinsen van Gennep, de kleuterprins en de jeugdprins van de Coloradokevers, de prins van het Bombakkes en de prins van de Waggelaars, plaats op het bordes om met een popverbranding carnaval van dat jaar af te sluiten. Ook Sinterklaas wordt ieder jaar door de burgemeester op deze plaats verwelkomd.
De zoektocht naar een nieuwe bestemming voor het historische stadhuis in het Gennep is stopgezet. Voorlopig blijft het gebouw alleen nog dienstdoen als trouwlocatie en wordt de raadszaal op de eerste verdieping gebruikt voor de maandelijkse raadsvergaderingen.